# Хинко Георгиев
Хинко Георгиев Иванов е български поет и писател.

## Биография
Роден е на 11 юли 1940 г. в село Алтимир, община Бяла Слатина. Средно образование завършва в гимназия „Васил Левски“ в Бяла Слатина. По-късно следва българска филология в Софийския държавен университет. Работи като журналист във вестник „Септемврийска победа“ в Плевен. Умира на 14 януари 2013 г. в село Ясен.
Негови стихове се отпечатват във вестниците „Отечествен фронт“, „Народна младеж“, „Литературен фронт“, „Отечествен зов“ – Враца, „Септемврийска победа“ – Плевен.

## Произведения
- „Някой свири с уста“ (1969)
- „Търсете ме на север“ (1972)
- „Ранни часове и първи автобуси“ (1977)
- „Да оцелея“ (1990)
- „Трибагреник с безсмъртни имена“ (1994)
- „Осланена душа“ (1996)
- „Един изстрел в потайната нощ“ (1980)
- „Удар в сърцето“ (1991)